# Sergio Sartorelli
Sergio Sartorelli (Alessandria, 7 maggio 1928 – Torino, 28 novembre 2009) è stato un ingegnere e designer italiano.

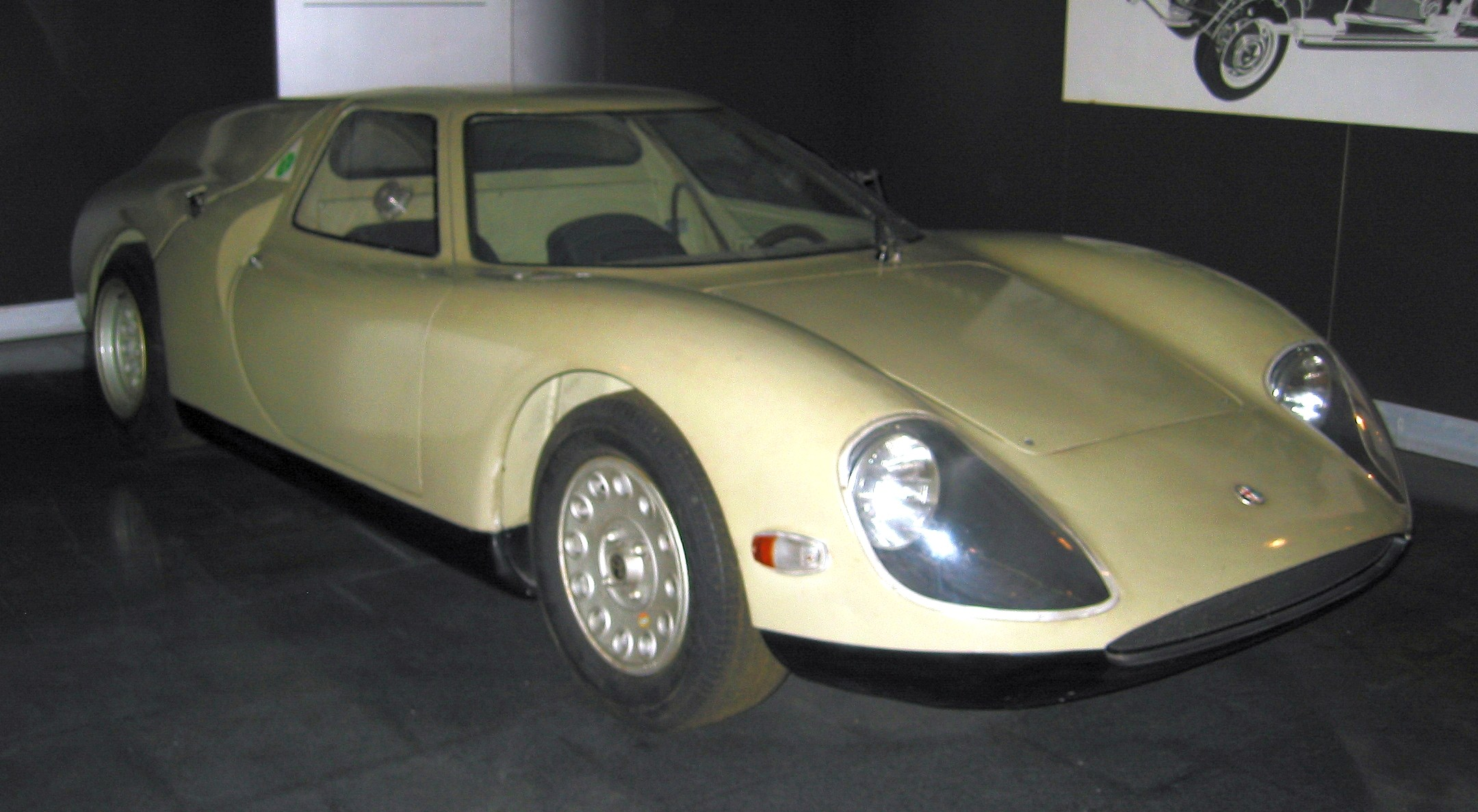
Alfa Scarabeo disegnata da Sartorelli presso OSI

Laureatosi in ingegneria meccanica presso il Politecnico di Torino, ha collaborato con varie case automobilistiche italiane, in particolar modo ha lavorato per molti anni al centro stile Fiat realizzando auto come la Fiat Ritmo e la Fiat 126.
Ha lavorato anche per Ghia e OSI realizzando varie carrozzerie automobilistiche.

## Modelli progettati
- Alfa Romeo Scarabeo (1966)
- Fiat 126 (1972)